# Transportadora Comercial Colombia
Transportadora Comercial Colombia S.A. (TCC), es una empresa de transporte de paquetes y operador logístico colombiano. Su sede está en Medellín.
Es una de las empresas de transporte más antiguas del país junto con Envía y Coordinadora Mercantil.

## Historia
La empresa fue fundada en 1968 por Jorge Agudelo Restrepo y Rosalba Trujillo Trujillo, TCC operaba en los departamentos de Santander, Tolima, Huila, Cundinamarca y demás localidades aledañas, mientras que Coordinadora cubría Antioquia y el Eje Cafetero. La primera sede se ubicó en la ciudad de Bogotá, donde se realizaban envíos a municipios de Huila y Santander. En 1973 trasladaron la sede principal a Medellín.
En 1984 entró en funcionamiento el primer Centro de Recibo de Paquetes en el sector de El Lago, en Bogotá. Mantiene operaciones en Panamá, Ecuador y los Estados Unidos.

## Operaciones
Además de proporcionar servicios de correo nacional e internacional y carga courier, también facilita servicios de pago postal, entre otros. La empresa cuenta con una flota de vehículos para el transporte de mercancías (una de sus principales operaciones), centros de distribución y gestión documental. También maneja el intercambio electrónico de datos, servicio web, comercio electrónico y contrato de crédito (financiación de capital de trabajo).